# Zwischenfall an der Marco-Polo-Brücke
1937–1939

Marco-Polo-Brücke – Peking-Tianjin – Chahar – Shanghai (Sihang-Lagerhaus) – Peking-Hankou-Eisenbahn – Tianjin-Pukou-Eisenbahn – Taiyuan (Pingxingguan, Xinkou) – Nanking – Xuzhou (Tai’erzhuang) – Henan – Lanfeng – Amoy – Überflutung des Gelben Flusses – Wuhan (Wanjialing) – Canton – Hainan – Nanchang – (Xiushui) – Chongqing – Suixian-Zaoyang – (Shantou) – Changsha (1939) – Süd-Guangxi – Winteroffensive (Kunlun-Pass) – (Wuyuan)
1940–1942

Zaoyang-Yichang – Hundert Regimenter – Zentral-Hubei – Süd-Henan – West-Hebei – Shanggao – Shanxi – Changsha (1941) – Changsha (1942) – Yunnan-Burma-Straße – Zhejiang-Jiangxi – Sichuan
1943–1945

West-Hubei – Nord-Burma und West-Yunnan – Changde – Ichi-gō – Henan – Changsha (1944) – Guilin–Liuzhou – West-Henan und Nord-Hubei – West-Hunan – Guangxi (1945) – Mandschukuo (1945)
Der Zwischenfall an der Marco-Polo-Brücke am 7. Juli 1937 war ein Feuergefecht zwischen Soldaten der Kaiserlich Japanischen Armee und der Nationalrevolutionären Armee der Republik China. Dieses Ereignis wird allgemein als auslösend für den Zweiten Japanisch-Chinesischen Krieg angesehen.

## Namensgebung
Der Zwischenfall ist international unter vielen verschiedenen Namen bekannt. Neben dem in der westlichen Literatur üblichen Namen Zwischenfall an der Marco-Polo-Brücke beziehungsweise auf Englisch Marco Polo Bridge Incident wird auch der Name Schlacht an der Lugou-Brücke beziehungsweise Battle of Lugou Bridge verwendet.
In China werden hauptsächlich drei verschiedene Namen für den Vorfall verwendet.
- Zwischenfall des 7. Juli (chinesisch 七七事变, Pinyin Qīqī Shìbiàn)[1]
- Zwischenfall an der Lugou-Brücke (卢沟桥事变,  Lúgōuqiáo Shìbiàn)[2]
- Zwischenfall des 7. Juli an der Lugou-Brücke (七七卢沟桥事变,  Qīqī Lúgōuqiáo Shìbiàn)[3]

In Japan wurde der Zwischenfall genauso wie die sich im Anschluss ausbreitenden Kampfhandlungen anfangs als Nordchina-Zwischenfall (jap. 華北事變, Kahoku jihen) und nach dem Übergreifen der Kämpfe auf Shanghai als China-Zwischenfall (japanisch 支那事変, Shina jihen) bezeichnet. Die Schreibweise 支那 (Shina) war dabei historisch ein vom altindischen Sanskrit चीन (cina) abgeleitetes Lehnwort für China und schon über die Verbreitung buddhistischer Schriften aus der Tang-Zeit in Japan bekannt. Die Verwendung dieser einst neutralen Bezeichnung in der Gesellschaft Japans begann erstmals in der Mitte der Edo-Zeit. Erst durch die einseitig missbräuchlich verachtende Nutzung gegen Anfang des 20. Jahrhunderts seitens Japans, etwa gegen Ende der Meiji-Zeit – während bzw. nach der Meiji-Restauration und durch das Erstarken des Nationalismus in Japan – wurde der Begriff in der Kanji-Schreibung zur abwertenden Bezeichnung für das Land China bis heute. Da dieser Name später für den gesamten Konflikt (Zweiten Weltkrieg) verwendet wurde, setzte sich für das Gefecht an der Brücke später in Japan der Name Zwischenfall an der Rokō-Brücke (japanisch 盧溝橋事件, Rokōkyō jiken) durch, mit Rokō als japanischer Aussprache für Chinesisch Lugou.

## Ablauf
Am Abend des 7. Juli begab sich eine Kompanie der südwestlich von Peking stationierten japanischen Truppen auf ein nächtliches Manöver in Richtung Longwangmiao, nördlich der Marco-Polo-Brücke. Nach unterschiedlichen Angaben ertönten zwischen 22:30 Uhr und 23:40 Uhr Schüsse aus Richtung des Flusses Yongding He. Nachdem sie aufgehört hatten, wurde bei einem Appell festgestellt, dass ein Soldat fehlte. Er wurde als möglicherweise gefallen oder von Chinesen verschleppt an die nächsthöhere Stelle gemeldet. Als der Soldat nach kurzer Zeit wieder auftauchte, wurde jedoch versäumt, dies ebenfalls zu melden, weshalb der Bataillonsstab von den Einheiten der nahe stationierten chinesischen 37. Division (General Feng Zhi’an) verlangte, die Garnisonsstadt Wanping nach dem Vermissten durchsuchen zu dürfen. Nachdem dies jedoch abgelehnt worden war, befahl der japanische Stab die Erstürmung des Ortes, was aufgrund der zahlenmäßigen Unterlegenheit der Japaner scheiterte und in Scharmützeln endete, die sich bis in den Morgen des 8. Juli hinzogen. Später an jenem Tag wurde zwischen den örtlichen chinesischen und japanischen Truppen ein Waffenstillstand ausgehandelt.

## Spekulationen über die Herkunft der Schüsse
Es konnte nicht eindeutig geklärt werden, wer in der Nacht vom 7. auf den 8. Juli 1937 die Schüsse am Fluss abgefeuert hatte, ob sie auf die Japaner gerichtet waren oder ob es sich überhaupt um scharfe Munition handelte. Inzwischen werden vor allem vier mögliche Szenarien in Betracht gezogen:
- Aus der Waffe eines zurückgefallenen japanischen Soldaten der Kompanie wurde aus Unachtsamkeit ein Schuss abgefeuert.
- Provokateure der Kommunistischen Partei Chinas schossen auf die Japaner, um einen größeren Zwischenfall auszulösen und damit die nationalchinesische Kuomintang zu schwächen.
- Die Schüsse wurden vom chinesischen Warlord Feng Yuxiang angeordnet, um einen Zwischenfall zu provozieren, der die Kuomintang und die Kommunisten in China zu einer erneuten Zusammenarbeit wie in der ersten Einheitsfront drängen würde.
- Der Militärgeheimdienst der in Nordchina stationierten Kwantung-Armee provozierte den Vorfall.

## Folgen
Die erste Reaktion auf den Zwischenfall kam vom Zentralkomitee der KPCh am 8. Juli mit einer Deklaration, in der alle Chinesen zum Widerstand gegen die japanischen Aggressoren aufgerufen wurden. Die Schnelligkeit, mit der diese Deklaration veröffentlicht wurde, wird von einigen Historikern als Indiz dafür gewertet, dass die Kommunisten den Zwischenfall entweder provoziert oder zumindest von der Provokation gewusst hatten.
Die japanische Regierung unter Premierminister Konoe Fumimaro reagierte zögerlich auf die Nachricht vom Gefecht, war jedoch grundsätzlich davon überzeugt, die Situation nicht weiter eskalieren lassen zu dürfen, da Japan für einen ausgewachsenen Konflikt in China nicht gerüstet war. Demgegenüber stand die Kwantung-Armee, die bereits bei der japanischen Besetzung der Mandschurei eine starke Eigeninitiative entwickelt hatte und die sich für eine Eskalation der Kämpfe bereit fühlte. Am Nachmittag des 10. Juli setzten die Japaner ihre Aktionen fort, nachdem sie Verstärkungen erhalten hatten. Der japanische Befehlshaber Generalleutnant Kan’ichiro Tashiro erkrankte aber schwer und verstarb am 12. Juli, zum Nachfolger wurde Generalleutnant Kiyoshi Katsuki ernannt. 
So kam es, dass sich einerseits japanische und chinesische Offiziere zu Gesprächen über einen Waffenstillstand einigten, andererseits der japanische Generalstab auf die Entsendung weiterer Divisionen aus Chōsen und Japan hinarbeitete. Letzterer konnte sich schließlich mit der Argumentation durchsetzen, die wenigen japanischen Truppen in Nordchina befänden sich in akuter Gefahr, und man werde den Konflikt nicht ausweiten. Um keine Kompromisse eingehen zu müssen, zog Chiang Kai-shek zunächst die chinesische 29. Armee (General Song Zheyuan) von Peking nach Baoding in Hebei zurück. In der Nacht des 17. Juli erklärte sich auch der Bürgermeister von Tianjin, Zhang Zizhong der gleichzeitig Kommandeur der chinesischen 38. Division war, als Unterhändler Song Zheyuans bereit, seine Truppen zurückzuziehen.
Die japanische Truppenaufstockung und die Verlegung weiterer chinesischer Truppen in das Gebiet führten schließlich doch zum Ausbruch neuer Kämpfe, die sich mit der Zeit zum Zweiten Japanisch-Chinesischen Krieg ausweiteten.